# リチャード・ムーア・ビショップ
リチャード・ムーア・ビショップ（Richard Moore Bishop、1812年11月4日 - 1893年3月2日）は、アメリカ合衆国オハイオ州の民主党の政治家。第34代オハイオ州知事。Papa Richardとしても知られる。
ビショップはケンタッキー州フレミング郡で生まれ、1859年から1861年までオハイオ州シンシナティ市長を務め、1877年にオハイオ州知事に当選。ビショップは1期2年を務めた。